# Tito Quinzio Capitolino Barbato (tribuno consolare 405 a.C.)
Tito Quinzio Capitolino Barbato  (in latino Titus Quinctius Capitolinus Barbatus; Roma, ... – ...; fl. V secolo a.C.) è stato un politico e militare romano del V secolo a.C..

## Tribunato consolare
Nel 405 a.C. fu eletto tribuno consolare con Aulo Manlio Vulsone Capitolino, Quinto Quinzio Cincinnato, Lucio Furio Medullino, Gaio Giulio Iullo  e Manio Emilio Mamercino.
Roma portò guerra a Veio, assediando la città, che non riuscì a convincere le altre città etrusche a scendere in guerra contro Roma.
(Tito Livio, "Ab Urbe Condita", IV, 4, 61)